# Eurovision Young Dancers 1991
Het Eurovision Young Dancers 1991 was de vierde editie van het dansfestival en de finale werd op 5 juni 1991 gehouden in het Helsinki City Theatre in Helsinki. Het was de eerste keer dat Finland het dansfestival organiseerde.

## Deelnemende landen
Vijftien landen namen aan deze editie van het Eurovision Young Dancers deel. Bulgarije nam voor het eerst deel.

## Jury
Frank Andersen
/ Gigi Caciuleanu
 Heinz Spoerli
 Josette Amiel
 Jorma Uotinen
 André-Philippe Hersin
 Peter Van Dyck
 Victor Ullate
 Gösta Svalberg

## Overzicht

### Halve finale
| Land        | Artiest                               | Resultaat      |
| ----------- | ------------------------------------- | -------------- |
| België      | Vanessa Eertmans                      | uit            |
| Bulgarije   | Diliana Nikiforova                    | gekwalificeerd |
| Cyprus      | Hélène O'Keefe                        | uit            |
| Denemarken  | Johan Kobborg                         | gekwalificeerd |
| Duitsland   | Celia Volk                            | gekwalificeerd |
| Finland     | Titta-Tuulia Karhunen & Pasi Sinisalo | uit            |
| Frankrijk   | Emmanuel Thibault                     | gekwalificeerd |
| Italië      | Alen Bottaini                         | uit            |
| Joegoslavië | Ana Pavlovic                          | uit            |
| Nederland   | Boris de Leeuw                        | gekwalificeerd |
| Noorwegen   | Ingrid Trøite Lorentzen               | uit            |
| Portugal    | Sonia Lima                            | uit            |
| Spanje      | Amaya Iglesias                        | gekwalificeerd |
| Zweden      | Kim Savéus                            | gekwalificeerd |
| Zwitserland | Sarah Locher                          | gekwalificeerd |

### Finale
| Plaats | Land        | Artiest            |
| ------ | ----------- | ------------------ |
| 1      | Spanje      | Amaya Iglesias     |
| 2      | Frankrijk   | Emmanuel Thibault  |
| 3      | Denemarken  | Johan Kobborg      |
| -      | Bulgarije   | Diliana Nikiforova |
| -      | Duitsland   | Celia Volk         |
| -      | Nederland   | Boris de Leeuw     |
| -      | Zweden      | Kim Savéus         |
| -      | Zwitserland | Sarah Locher       |

## Wijzigingen

Deelnemende landen
Landen die in het verleden deelgenomen hebben
Landen die zich niet voor de finale kwalificeerden

### Debuterende landen
- Bulgarije

### Terugtrekkende landen
- Canada
- Oostenrijk
- Verenigd Koninkrijk

## Terugkerende artiesten
Hélène O'Keefe doet voor de tweede keer op rij mee voor Cyprus. Hiermee is ze de eerste artiest(e) die meermaals deelneemt.
| Land   | Artiest        | Eerdere deelname |
| ------ | -------------- | ---------------- |
| Cyprus | Hélène O'Keefe | Cyprus 1989      |